# Шибаев, Александр Игоревич
Алекса́ндр Игоревич Шиба́ев (9 сентября 1990, Ярославль) — российский игрок в настольный теннис, серебряный призёр чемпионата Европы 2011 года в парном разряде, двукратный бронзовый призёр европейских чемпионатов (в командном и парном разрядах), четырёхкратный чемпион России (в одиночном разряде, миксте и в команде). Мастер спорта международного класса.

## Биография
Александр Шибаев начал заниматься настольным теннисом в возрасте семи лет. Первый тренер — Валентин Михайлович Федосеев. В начале профессиональной карьеры выступал за ярославский клуб настольного тенниса «Темп», в настоящее время является игроком клуба настольного тенниса «УГМК» из Верхней Пышмы Свердловской области. Выступал за Ярославскую, Свердловскую области и Татарстан.
В 2014 году женился на Эльзе Шибаевой (Шариповой), которая также играет в настольный теннис и является одним из сильнейших игроков защитного стиля в России.
С 2016 года тренируется в г. Эслёв в Швеции под руководством известного тренера Питера Сарца (Peter Sartz), тренировавшего национальные сборные Швеции и Дании, работавшего ранее с Микаэлем Мэйсом.

## Стиль игры
Играет в нападающем стиле, правша, использует европейскую хватку. Ранее использовал ракетку с основанием «Butterfly Petr Korbel FL» и накладками «Tenergy 05» толщиной 2.1 мм с обеих сторон. В 2021 году в интервью журналу «Butterfly Russia» Александр Шибаев сообщил, что он использует основание «Butterfly Viscaria» с накладкой «Dignics 05» чёрного цвета на бэкхэнде и «Dignics 09C» справа.

## Достижения
Олимпийские игры
- Благодаря успешному выступлению на крупных соревнованиях в 2011 году попал в число 28 лучших теннисистов мира и получил право выступать на Олимпийских играх 2012 года в Лондоне[9]. На Олимпийских играх в Лондоне Александр Шибаев выбыл в третьем круге соревнований, проиграв со счётом 3:4 хорватскому спортсмену Андрею Гачине[10].
- В апреле 2016 года на европейской олимпийской квалификации Александр Шибаев завоевал право участвовать в летних Олимпийских играх 2016 года[11], однако, проиграв в третьем круге со счётом 3:4 Тимо Боллю, выбыл из соревнований[12].

ITTF World Tour
- Победитель Про-тура Катар-Опен в возрасте до 21 года, 2011 год;
- Серебряный призёр Про-тура Польша-Опен, 2011 год;
- Серебряный призёр Про-тура Russian Open, 2013 год[13];

Чемпионат и Кубок Европы
- Второе место на Суперкубке Европы 2010 года;
- Серебряный призёр чемпионата Европы 2011 года в парном разряде;
- Бронзовый призёр чемпионата Европы 2013 года в командном разряде[14].
- Бронзовый призёр чемпионата Европы 2015 года в парном разряде;

ITTF Europe TOP 16
- Третье место на турнире «ITTF Europe TOP 16» 2016 года в Гондомаре, Португалия[15];
- Второе место на турнире «ITTF Europe TOP 16» 2017 года в Антибе, Франция[16];

Россия
- Чемпион России 2011 года в миксте (в паре с Анастасией Вороновой)[17];
- Чемпион России 2014 года в одиночном разряде[18];
- Чемпион России 2016 года в команде (в составе команды Татарстана)[19];
- Чемпион России 2018 года в одиночном разряде[20]

Самой высокой позицией в мировом рейтинге ITTF было 21-е место в июне 2016 года. Первая ракетка России на ноябрь 2017 года по внутреннему российскому рейтингу, и лучший из российских спортсменов по мировому рейтингу ITTF в течение 2017 года.

## Результаты начемпионатах России
| Разряды | Одиночный | Парный  | Микст  | Командный |
| ------- | --------- | ------- | ------ | --------- |
| 2008    | 10        |         |        |           |
| 2009    | 5         |         |        |           |
| 2010    | 8         |         |        |           |
| 2011    | 8         | Серебро | Золото |           |
| 2012    | Бронза    | Бронза  |        |           |
| 2014    | Золото    |         |        |           |
| 2016    |           |         |        | Золото    |
| 2017    |           |         |        | 5         |
| 2018    | Золото    | Серебро |        |           |
| 2022    | Серебро   |         | Бронза |           |